# Ron Sommer

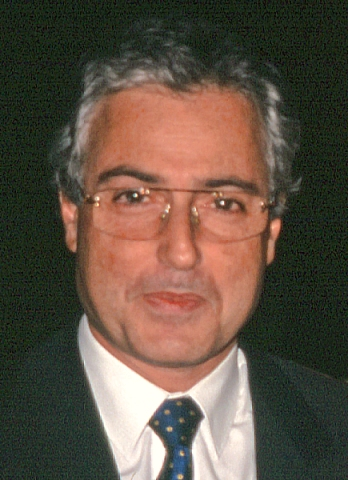
Ron Sommer (1997)

Ron Sommer (* 29. Juli 1949 in Haifa, Israel, als Aaron Lebowitsch) ist ein Manager und ehemaliger Vorstandsvorsitzender der Aktiengesellschaft Deutsche Telekom. Seit Mai 2003 ist er Vorsitzender im internationalen Beirat (englisch Chairman of the International Advisory Council) des russischen Konzerns Sistema und wurde dort im Juni 2005 zum Vorstandsmitglied gewählt.

## Leben
Sommer wurde 1949 in Haifa, Israel, als Sohn jüdischer Eltern geboren. Seine Mutter war 1943 aus Bessarabien (heute Moldau) geflüchtet und sein Vater 1935 aus Würzburg nach Palästina emigriert. Nach der Trennung seiner Eltern zog er mit seiner Mutter und deren neuem Partner nach Wien, wo er durch Adoption den Namen seines Stiefvaters annahm, Mathematik an der Universität Wien studierte und 1971 mit dem Titel Grenzwertsätze über die Entropie zahlentheoretischer Transformationen mit 21 Jahren zum Dr. phil. promoviert wurde; Doktorvater war Fritz Schweiger.

## Karriere

### Nixdorf & Sony
1973 ging Sommer mit 24 Jahren zur Q1 Corp., einem kleinen Computerunternehmen, nach New York, das 1974 von der deutschen Nixdorf Computer AG übernommen wurde. Nach kurzem Zwischenstopp in Deutschland wurde er 1977 für zwei Jahre Chef der Nixdorf-Niederlassung in Paris, später leitete er den Bereich Übersee. 1980 wechselte er zum japanischen Sony-Konzern, wo er zehn Jahre später den Chefsessel in den USA und 1993 den Europa-Vorsitz übernahm.

### Deutsche Telekom
Am 16. Mai 1995 wurde Sommer Vorstandsvorsitzender der Deutschen Telekom. Anfangs noch erfolgreich, trat er am 16. Juli 2002 von seinem Posten mit der Begründung zurück, das Vertrauensverhältnis zum Aufsichtsrat sei gestört. Die Bundesregierung als Hauptanteilseignerin hatte Sommer nach massiven Kursverlusten infolge der Börsenkrise ab 2001 sowie der inzwischen hohen Konzernverschuldung zum Rücktritt gedrängt. Nach anfänglichen Spekulationen sollte Sommer eine Abfindung von 65 Millionen Euro erhalten, was allerdings durch die Deutsche Telekom bestritten wurde. Die Abfindung für Sommer betrug danach lediglich 11,6 Millionen Euro.
Im Mai 2008 wurde bekannt, dass während der Amtszeit von Sommer als Vorstandschef der Telekom die systematische Bespitzelung von Mitarbeitern und Journalisten zur Aufdeckung möglicher Informationsquellen innerhalb des Unternehmens begann. Unter Sommer wurde das Digitale Satelliten-Radio (DSR) aus dem Kabelfernsehnetz verbannt und schließlich ganz eingestellt.

### Aufsichtsratsmandate und Beraterverträge
Von Mai 2004 bis 31. Dezember 2006 war er im Aufsichtsrat des früheren deutschen Chemieunternehmens Celanese tätig. Seit Juli 2004 ist er Mitglied im Board of Directors des US-Konzerns Motorola. Seit Mai 2003 ist er Vorsitzender im internationalen Beirat (Chairman of the International Advisory Council) des russischen Konzerns Sistema, im Juni 2005 wurde er dort zum unabhängigen Vorstandsmitglied gewählt und seit Mai 2009 ist er dort als Vorstand für das Telekomgeschäft verantwortlich. Sommer ist als Berater eng mit dem Investmentunternehmen The Blackstone Group LP verbunden, das Anteile an Celanese und der Deutschen Telekom hält. Seit September 2006 ist Sommer Mitglied im Board of Directors der indischen Firma Tata Consultancy Services. Bis 2018 war Sommer Teil des Aufsichtsrats der Münchener Rück.

## Ehrungen und Auszeichnungen
- 1998: Stellvertretend für die Deutsche Telekom erhielt Sommer den Sprachpanscher des Jahres Preis für die Begriffe Sunshine- und Moonshine-Tarif, Short-Distance-Call, City-Call und German-Call.
- 1999: Cicero-Rednerpreis
- 1999: Dr. Kurt Neven DuMont Medaille der Westdeutschen Akademie für Kommunikation